# Deus Irae
Deus Irae è un romanzo di fantascienza scritto da Philip K. Dick in collaborazione con Roger Zelazny e pubblicato nel 1976. In origine era intitolato The Kneeling Legless Man. Il titolo significa "Dio dell'ira" in latino. Si tratta di un gioco di parole sull'espressione dies irae ("Il giorno dell'ira", ovvero il giorno del giudizio).

## Storia editoriale
Dick cominciò a scrivere il libro intorno al 1965. Il primo collaboratore fu Ted White, che però perse subito entusiasmo per l'opera e suggerì, nel 1967, l'aiuto di Zelazny. La collaborazione, avvenuta principalmente tramite posta, durò dodici anni.

## Trama
Dopo la terza guerra mondiale, una nuova e potente religione nasce dalle rovine di una Terra martoriata e avvelenata. Oltre alla comunità cristiana, ormai in minoranza, si sviluppa il culto dei Servi dell'Ira che hanno deificato Carlton Lufteufel, il Dio dell'Ira, l'uomo che diede il via all'attacco nucleare. I Servi dell'Ira ritengono che Dio non sia un'entità buona e misericordiosa che accoglie le anime dopo la morte materiale, ma, al contrario, credono che Dio sia un qualcosa di cattivo che trae godimento dalla tortura degli umani in vita. La morte è quindi vista (al contrario della visione cristiana) come una liberazione da Dio e dalle sue torture. Il culto di un dio cattivo è nato come giustificazione delle guerre (in particolare l'ultima) e della continua sofferenza umana. I Servi dell'Ira individuano Carlon Lufteufel, uno dei principali responsabili dell'ultima guerra, come l'incarnazione del Deus irae.
Nella piccola comunità di Charlottesville, nell'Utah, Tibor McMasters, un Inc (incompleto) nato senza braccia e gambe, ha raggiunto una solida reputazione come pittore grazie a una serie di protesi artificiali. Quando la nuova Chiesa gli commissiona un grande affresco che ritragga le reali sembianze del Deus irae, Tibor decide di partire alla sua ricerca e affrontare il suo personale Pelleg (pellegrinaggio). Con il suo carrettino trainato da una mucca attraversa territori abitati da mostri, mutanti e antiche macchine malfuzionanti alla ricerca di Carlton Lufteufel per fotografarlo e ritrarne il vero volto nel grande affresco. La Chiesa cattolica tuttavia vorrebbe che Tibor fallisse il progetto e perciò Padre Jim Abernaty, il parroco di Charlottesville, convince il novizio Pete Sands a seguire Tibor allo scopo di sabotarne la missione. Durante il pellegrinaggio Tibor finirà per uccidere Carleton Lufteufel senza averlo riconosciuto e fotograferà invece un vecchio ubriacone spacciatogli da Pete come il vero Dio dell'Ira.

## Protagonisti
Tibor McMastersTibor è un inc (abbreviazione di incompleto e termine utilizzato per indicare coloro che, in seguito all'ultima guerra mondiale, nascono mutilati), in particolare non ha gambe né braccia e si muove per mezzo di un carretto elettronico che, per i lunghi tratti, viene trainato da una mucca. Nonostante sia un inc è un ottimo pittore, grazie a delle protesi (estensioni tubolari in alluminio) che terminano con meccanismi prensili a sei dita, il tutto controllato tramite i muscoli della spalla. Tibor appartiene al culto Servi dell'Ira, il cui parroco locale, Padre Handy, per ordine del decano, Dominus McComas, gli commissiona un'opera molto più impegnativa del solito: deve ritrarre nella chiesa di Charlottesville il volto di Carlton Lufteufel l'incarnazione umana del Dio dell'ira, cosa che gli risulta difficile perché non ha mai visto la persona in questione, se non in fotografia, per questo inizia un Pelleg (pellegrinaggio) che durerà quasi tutto il romanzo. Tibor ha un carattere molto insicuro, infatti più di una volta si trova in difficoltà sulle scelte da fare, ad esempio già prima di partire vorrebbe convertirsi al Cristianesimo solo per evitare il pellegrinaggio che la sua Chiesa gli ha chiesto di fare.
Padre HandyIl parroco della chiesa di Charlottesville dei Servi dell'Ira, la confessione religiosa votata all'adorazione di Carleton Lufteufel. Ha incaricato Tibor di affrescare la chiesa ritraendo il Deus irae e per consentirgli di rappresentarne il vero volto divino, lo convince ad intraprendere un pellegrinaggio verso Los Angeles.
Dominus McComasSuperiore di Padre Handy nella gerarchia ecclesiastica dei Servi dell'Ira.
Ely HandyLa sciatta e dimessa moglie di Padre Handy. È l'ombra del marito ed è carica di una profonda invidia e di odio represso verso tutti.
Lurine RaeAvvenente ragazza dal carattere estroverso, vista con diffidenza dai Servi dell'Ira sia per il suo comportamento fuori dagli schemi, sia per il suo carattere critico nei confronti dei dogmi della religione. Amante di Pete Sands, sta avvicinandosi alla religione cattolica.
Padre Jim AbernatyIl prete cristiano di Charlottesville. Convince Pete Sands a seguire Tibor durante il pellegrinaggio allo scopo di sabotarne la missione.
Pete SandsNovizio cristiano, amante di Lurine. Sperimenta ogni genere di droga nella ricerca di una visione che lo avvicini all'Illuminazione religiosa. Riceve l'incarico da parte di Padre Abernaty di seguire di nascosto Tibor durante il pellegrinaggio e di proteggerlo ma comunque di non fargli raggiungere lo scopo del viaggio.
Carleton LufteufelDirettore dell'Ente per lo sviluppo e la ricerca dell'energia prima della guerra, ideatore dell'arma di distruzione di massa che avrebbe sterminato l'umanità, il cosiddetto sputo. Per i Servi dell'Ira è l'incarnazione terrena della divinità e ne rappresenta il vero carattere collerico. Ricercato da un'organizzazione internazionale per essere giustiziato poiché "non c'è essere vivente che non abbia conosciuto il dolore a causa sua." Finirà ucciso da Tibor, accecato dal dolore per l'uccisione dell'amato cane da parte dell'ormai folle Carleton.
Il Grande CUn megacomputer senziente sopravvissuto alla guerra, prossimo al disfacimento. Si avvale di robot per catturare gli esseri umani e per decomporli al fine di utilizzarne l'essenza vitale per la propria sopravvivenza.
AutofabOfficina automatizzata e senziente, arcaica vestigia industriale, oramai in disuso e malfunzionante.
Jack SchuldUn cacciatore che sostiene di essere stato incaricato da un'organizzazione internazionale di ritrovare Lufteufel per giustiziarlo. Durante la ricerca si mette sulle tracce di Tibor, convinto che l'artista incompleto lo guiderà fino al Deus irae. Salva Pete Sand dall'attacco del Grande C. In realtà è Carleton Lufteufel sotto mentite spoglie. Vuole farsi uccidere da Pete sotto gli occhi di Tibor per poter essere raffigurato dall'artista durante il martirio e coronare così entrambi i suoi folli obiettivi: il castigo per le azioni compiute e la venerazione eterna da parte dei fedeli. Non raggiungerà i suoi scopi, perendo invece per mano dello stesso Tibor che non riconoscerà in lui il Dio dell'Ira.
Tom GleasonVecchio alcolista incontrato da Tibor e Pete durante il viaggio. Originario di Denver, ferito durante l'incendio della città. Pete lo convince a spacciarsi per Carleton Lufteufel, allo scopo di fornire a Tibor il soggetto da ritrarre per l'affresco della chiesa dei Servi dell'Ira e interromperne così il pellegrinaggio.
AliceGiovane minorata psichica, adottata da Carleton Lufteufel. Alla morte del Dio dell'Ira, sarà l'unica testimone della sua resurrezione riacquistando miracolosamente le facoltà mentali.

## Bestiario
Nel mondo del romanzo vive un ampio assortimento di animali mutanti, alcuni dei quali dotati di intelletto. La loro evoluzione è stata accelerata dalle radiazioni conseguenti la guerra. Tra di essi vi sono le Blatte, le Lucertole e i Corridori.
BlatteAnimali chetinosi, di piccole dimensioni vivono sottoterra in lunghe gallerie. Si sono evolute dai mammiferi ma degli insetti conservano molte caratteristiche.
LucertoleEsseri antropomorfi alti, magri, con pelle squamosa di colore grigio dotati di lunghe code. Hanno nei confronti degli esseri umani profondo rispetto e tentano di proteggerli con devozione, nella convinzione che essi possano ripopolare il mondo.
CorridoriMammiferi grassi, coperti da fitta pelliccia, di media taglia. Sono dotati di grandi zampe posteriori simili a quelle dei canguri. Vivono in branchi e sono sostanzialmente pacifici.

## Edizioni
- Philip K. Dick, Roger Zelazny, Deus irae, Doubleday, 1976,  p. 182.
- Philip K. Dick, Roger Zelazny, Deus irae, traduzione di Roberta Rambelli, collana Slan. Il Meglio della Fantascienza n° 33, Libra Editrice, 1977,  p. 258.
- Philip K. Dick, Roger Zelazny, Deus Irae, collana Collezione Dick, Fanucci, 2001,  p. 256.
- Philip K. Dick, Roger Zelazny, Deus irae, collana Collezione Dick, Fanucci, 2007,  p. 224. Edizione speciale venticinquesimo anniversario